# II liga polska w piłce siatkowej kobiet
II liga polska w piłce siatkowej kobiet jest trzecią w hierarchii - po TAURON Lidze i I lidze (dawnej I lidze Serii B) - klasą kobiecych ligowych rozgrywek siatkarskich w Polsce, będąc jednocześnie trzecim i ostatnim szczeblem poziomu centralnego (III poziom ligowy). Rywalizacja w niej toczy się - co sezon, systemem ligowym wraz z play-offami w czterech równorzędnych grupach rozgrywkowych - o awans do I ligi, a za jej prowadzenie odpowiada Polski Związek Piłki Siatkowej (PZPS). Najsłabsze drużyny każdej z grup są relegowane do III ligi.